# Ernst Röhm
Ernst Julius Günther Röhm (tyska: [ˈɛɐ̯nst ˈʁøːm]), född 28 november 1887 i München, död 1 juli 1934 i Stadelheim-fängelset i München, var en tysk yrkesofficer och nazistisk politiker. Han var mellan 1931 och 1934 ledare för det nazistiska partiets kamporganisation SA (Sturmabteilung).
Under Röhms ledarskap växte SA:s maktanspråk så att han av nazistpartiets ledning och militären kom att bedömas som politiskt farlig. Detta ledde till att han mördades på order av Adolf Hitler under den utrensningsaktion som kallas de långa knivarnas natt.

## Biografi
Röhm kom från enkla förhållanden, men hade trots det avancerat till kapten i den bayerska armén och dekorerats för upprepad tapperhet i fält. Efter första världskriget var Röhm underrättelseofficer inom det nya riksvärnet (begränsat till max 100 000 man efter Versaillesfördraget 1919) och kom som sådan i kontakt med vicekorpralen Adolf Hitler. Röhm blev senare ansvarig för riksvärnets hemliga förråd av vapen och utrustning i München, en position han utnyttjade till att beväpna först det bayerska medborgarvärnet och senare nazistpartiets milis SA. Röhm byggde inledningsvis upp en egen antikommunistisk kamporganisation, Reichskriegsflagge (RKF), och deltog med denna i den nazistiska ölkällarkuppen i München i november 1923. Efter den misslyckade kuppen åkte Röhm till Bolivia och blev där 1929 militär rådgivare.

### Ledare för SA
Röhm återvände 1930 till Tyskland och utnämndes i januari 1931 till ledare för SA. Röhm ville efter nazisternas maktövertagande i januari 1933 ha en "andra revolution". Detta innebar dels att låta SA ersätta eller sluka Reichswehr (Riksvärnet), dels att förstatliga större företag. Detta underminerade nazisternas relationer till såväl militären som ledande kapitalägare, vilka även efter nazisternas övertagande av regeringsmakten hade ett mycket betydande inflytande i det tyska samhället. Röhms starka ställning som stabschef för SA, nu över en halv miljon man starkt, och radikala politiska hållning bedömdes som ett hot även av andra ledande nazister som Heinrich Himmler och Hermann Göring. Hitler var efter maktövertagandet skeptisk till SA, vilket i egenskap av kamporganisation inte längre hade någon självklar roll att spela efter maktövertagandet då gatukampens år var förbi. I det nya "Tredje riket" skulle lag och ordning råda, vilket inte precis hade varit SA:s starka sida. Hitler tvekade likväl att konfrontera Röhm, som länge varit en av hans närmaste och mest lojala bundsförvanter. 
Efter påtryckningar från Himmler och Göring, som bedömde att SA tänkte genomföra en statskupp, lät Hitler häkta Röhm tillsammans med delar av SA:s ledning och andra motståndare under de långa knivarnas natt den 30 juni 1934 och föra dem till länsfängelset i Stadelheim. Röhm erbjöds att begå självmord, men när han vägrade blev han skjuten av två SS-officerare: Brigadeführer Theodor Eicke, den blivande överinspektören för koncentrationslägren, och Obersturmbannführer Michel Lippert.
Under hela den nazistiska kamptiden var Röhm den enda som tilltalade Hitler med "du" och förnamn.
Ernst Röhm har också blivit omtalad på grund av sin homosexualitet. När han tog över SA ersatte han den gamla ledningen med homosexuella vänner. Kritiker menade att Röhm byggde upp ”en privatarmé inom privatarmén” men Hitler försvarade honom med orden ”[SA är] en organisation av män för ett politiskt syfte,… ingen moralisk institution för utbildning av överklassdöttrar”. Ett par år senare ändrade dock Hitler inställning; i den order han gav inför de långa knivarnas natt nämnde han att homosexualitet inom SA måste utrotas. Joseph Goebbels använde dessutom Röhms och andra SA-officerares homosexualitet i propagandan för att förklara varför den blodiga rensningsaktionen ägt rum.

## Röhm i populärkultur
I serien Hitler: The Rise of Evil från 2003 spelas Röhm av den svenske skådespelaren Peter Stormare.